# Phrodita bilinea
Phrodita bilinea är en fjärilsart som beskrevs av William Schaus 1898. Phrodita bilinea ingår i släktet Phrodita och familjen nattflyn. Inga underarter finns listade i Catalogue of Life.